# Stagmomantis colorata
Stagmomantis colorata es una especie de mantis de la familia Mantidae.

## Distribución geográfica
Se encuentra en México.